# Miguel Rodríguez Torres
Pour les articles homonymes, voir Miguel Rodríguez et Rodríguez.
Miguel Rodríguez Torres est un militaire et homme politique vénézuélien, né à Caracas le 21 janvier 1964. Ancien directeur du renseignement vénézuélien, tour à tour de la Dirección de los Servicios de Inteligencia y Prevención (DISIP) à deux reprises (2002-2005 et 2009-2010) devenue Servicio Bolivariano de Inteligencia Nacional (SEBIN) dont il assure la transition et la direction à la suite (2010-2014), il a été ministre des Relations intérieures, de la Justice et de la Paix entre 2013 et 2014. Depuis 2018, il est soupçonné de plusieurs infractions et est poursuivi par le régime pour « incitation présumée à la rébellion ».

## Biographie

### Carrière militaire
Issu des rangs de l'académie militaire où il côtoie des caciques du régime Vladimir Padrino López, Francisco Ameliach, Diosdado Cabello ainsi que le futur général Antonio Rivero, il est promu général de division en mai 2013.

### Carrière politique
Il est l'un des hommes de l'ombre du régime chaviste. Ayant accompagné lors du coup d'État du 4 février 1992 mené par le futur président Hugo Chávez, il a déjoué, au cours des mandats de ce dernier, plusieurs tentatives d'assassinat et complots présumés contre lui. Il dirige ensuite les services de renseignement vénézuéliens, la Dirección de los Servicios de Inteligencia y Prevención (DISIP) à deux reprises (2002-2005 et 2009-2010), organisme dont il assure la mutation en Servicio Bolivariano de Inteligencia Nacional (SEBIN) dont il assure la transition et la direction à la suite (2010-2014).

### Chute
Le 1er février 2018, le contrôleur général de la République le déclare inapte à exercer toute charge publique pendant un an. Dès le 13 mars 2018, il est arrêté par les membres du SEBIN, le renseignement qu'il a précédemment dirigé de 2010 à 2014, accusé d'un lien présumé avec des actions qui menaceraient les forces armées nationales. Le 29 juillet 2021, son avocat annonce que cinq des six charges retenues contre lui étaient levées et qu'il n'était plus poursuivi que pour « incitation présumée à la rébellion ».

## Sources
- (es) Cet article est partiellement ou en totalité issu de l’article de Wikipédia en espagnol intitulé « Miguel Rodríguez Torres » (voir la liste des auteurs).